# Synod jerozolimski
Synod Jerozolimski - prawosławny synod zwołany przez patriarchę Jerozolimy Dositheusa w marcu 1672 z okazji poświęcenia Bazyliki Narodzenia Pańskiego w Betlejem, zwany też Synodem Betlejemskim.
Synod potępił kalwińską naukę o predestynacji i usprawiedliwieniu przez wiarę.
Poparł tradycyjne prawosławne nauki o prawdziwej obecności Chrystusa w Eucharystii oraz o losie duszy po śmierci, które część komentatorów odczytała jako w gruncie rzeczy zbieżne z rzymskokatolickimi poglądami o transsubstancjacji i osobistej eschatologii. Podtrzymał ortodoksyjne poglądy w stosunku do Filioque.